# 道後溫泉

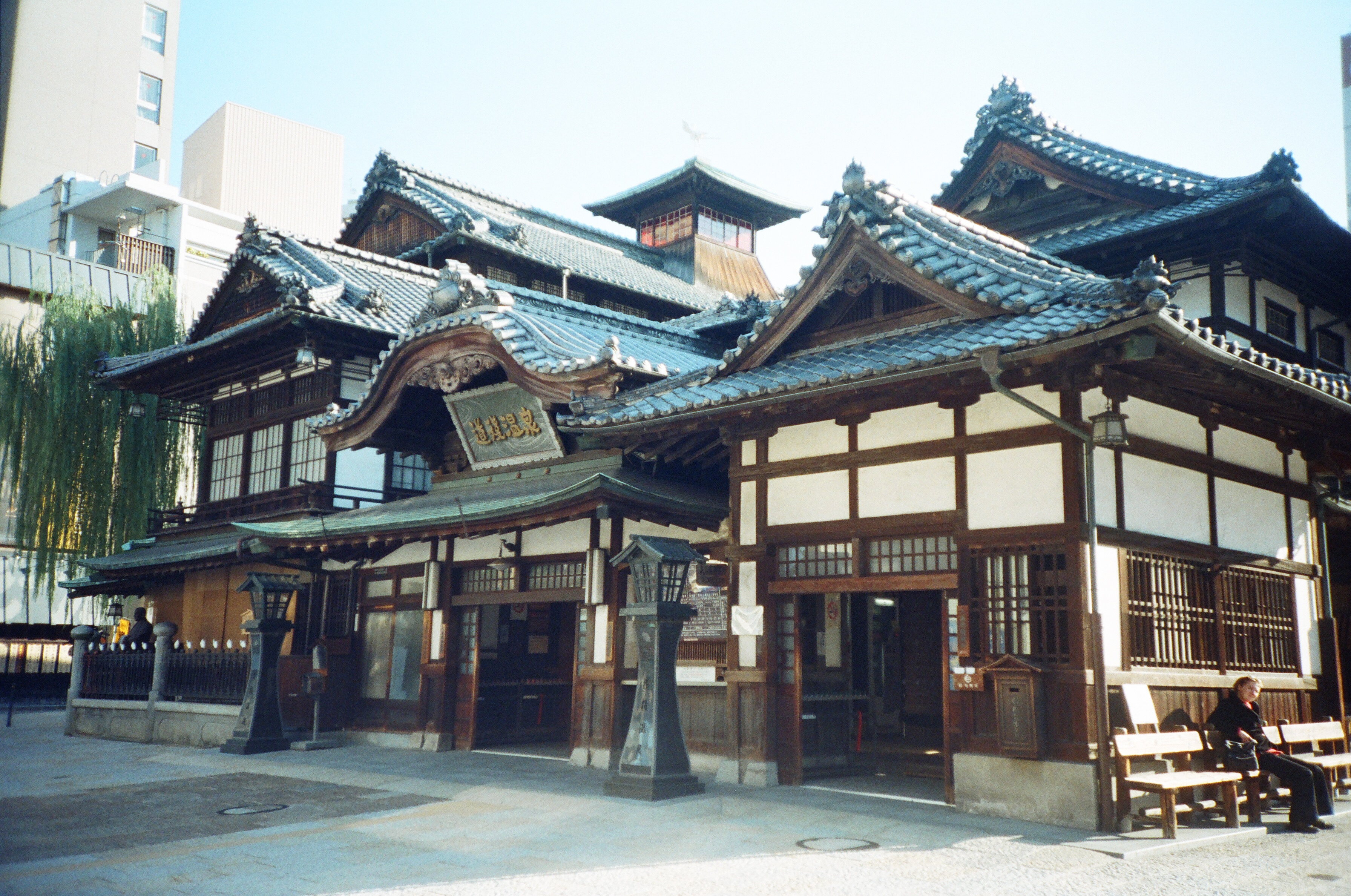
重要文化財・道後溫泉本館

道後溫泉（日语：／ Dōgo Onsen）是位於日本四國愛媛縣松山市的溫泉。為日本三古湯之一，由於夏目漱石的小說「少爺」（坊つちやん），使得此地成為愛媛縣知名的觀光景點。
此地最早的地名為，意思為具有溫泉的港口，在萬葉集中收錄的日本7世紀至8世紀期間和歌已有提到此地，週邊地區亦被稱為溫泉郡。

## 溫泉性質
在日本的泉質分類屬於單純溫泉，源泉溫度在42 - 51度之間。
有助於改善神經痛、風濕、胃腸病、皮膚病、痛風、貧血。

## 溫泉街
道後溫泉街以道後溫泉本館為中心，在道後溫泉本館到道後溫泉車站，有呈L字型的道後溫泉商店街。

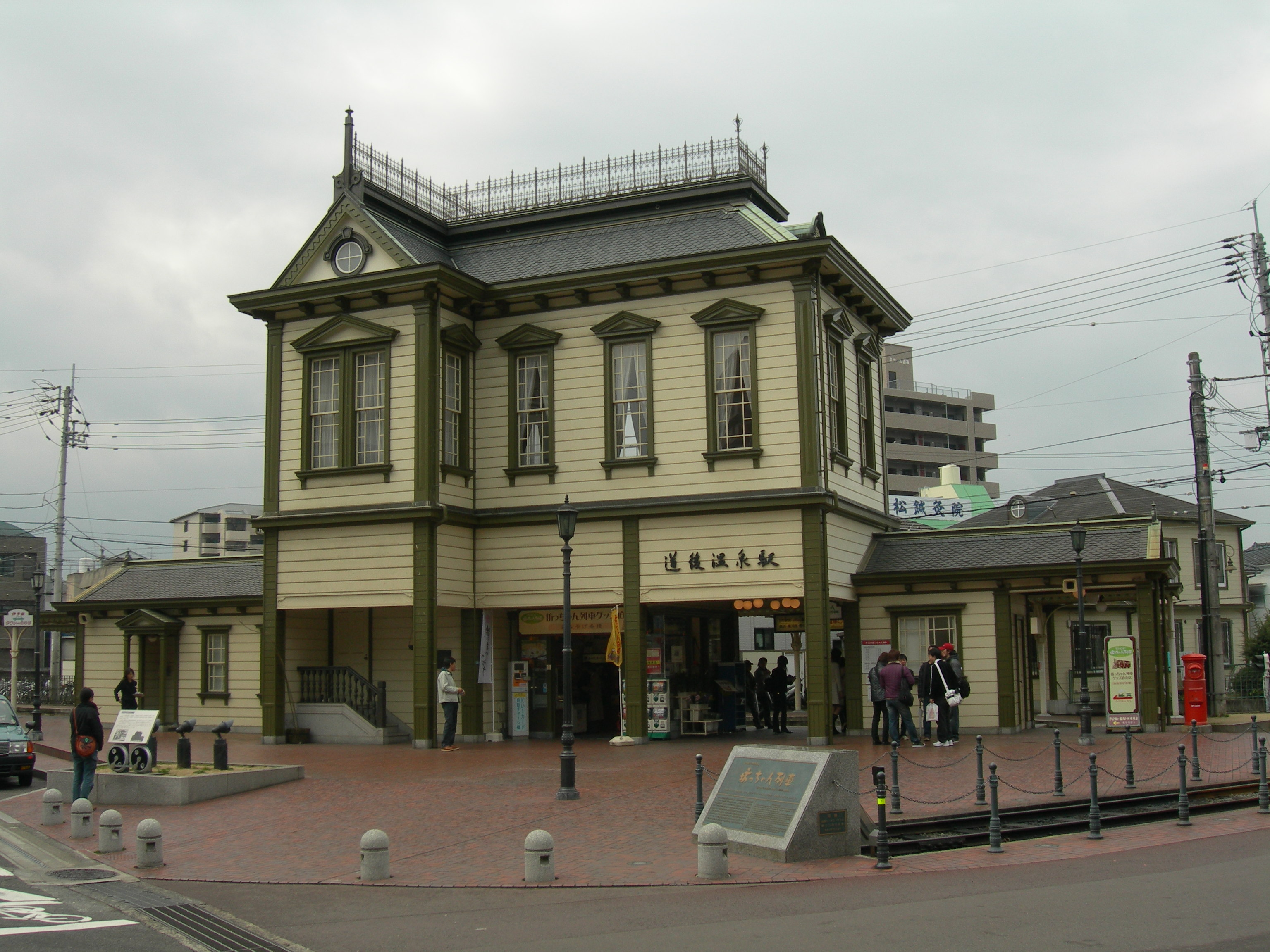
道後溫泉車站
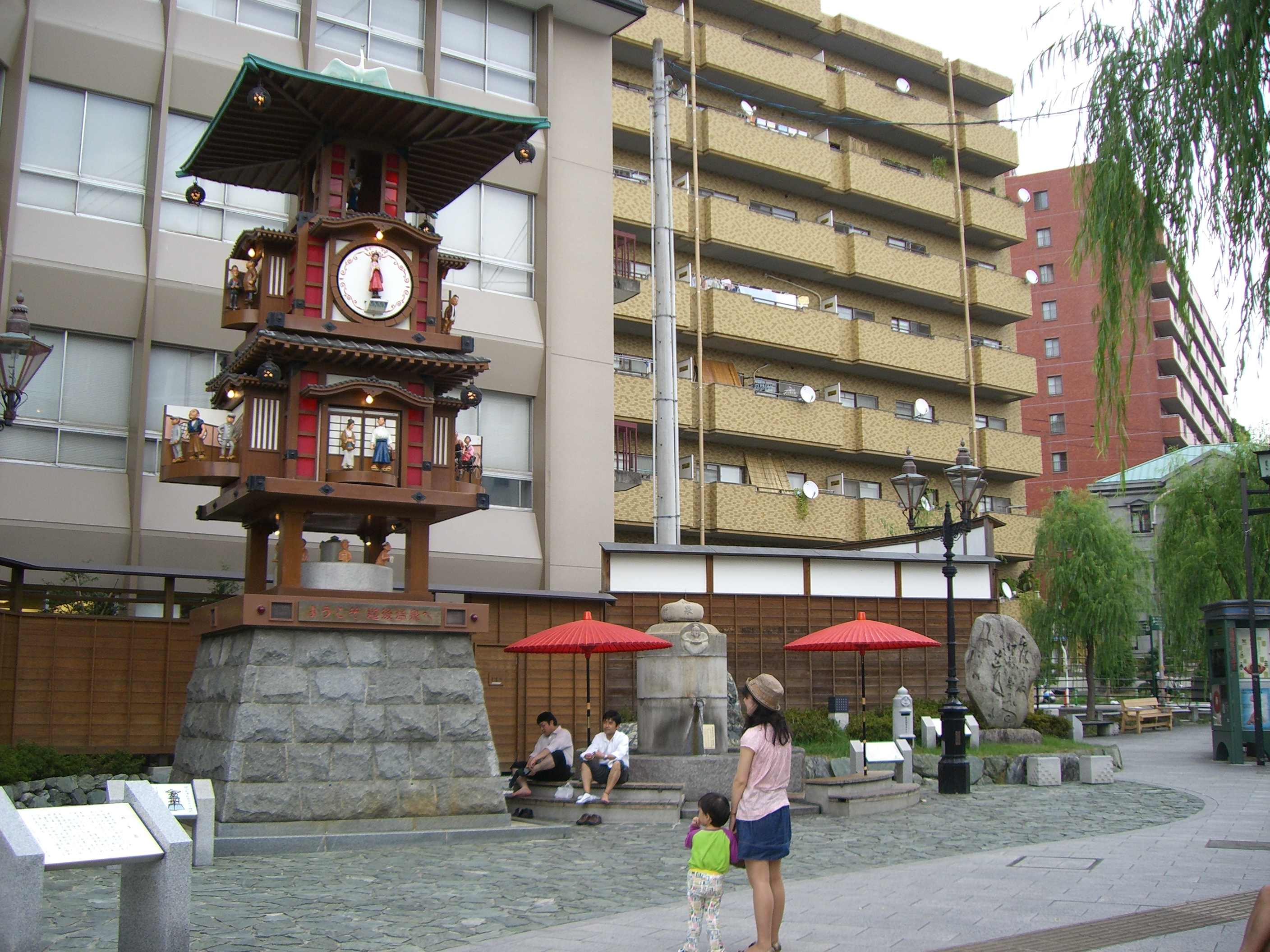
道後溫泉車站前放生園及機關鐘
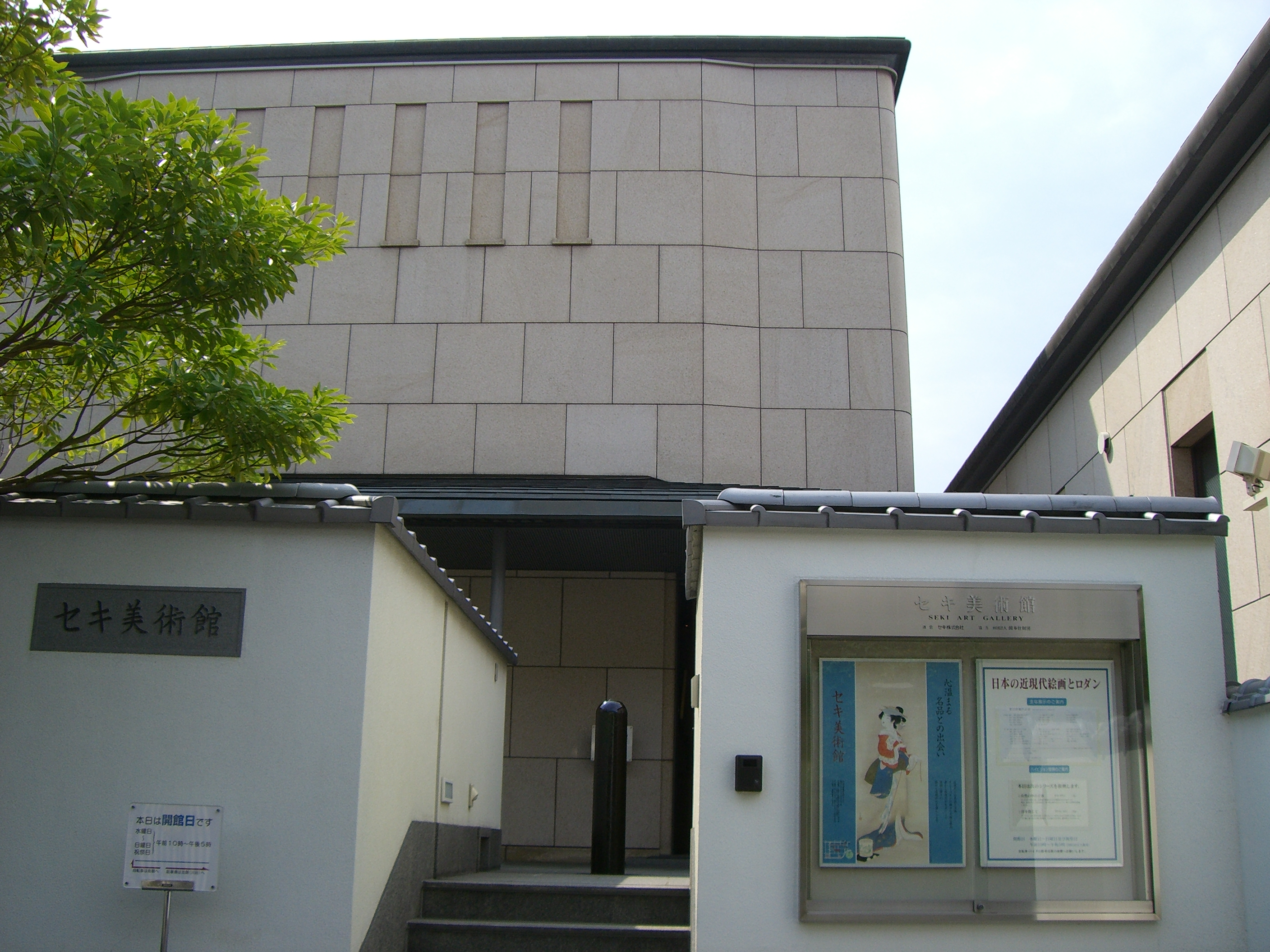
セキ美術館
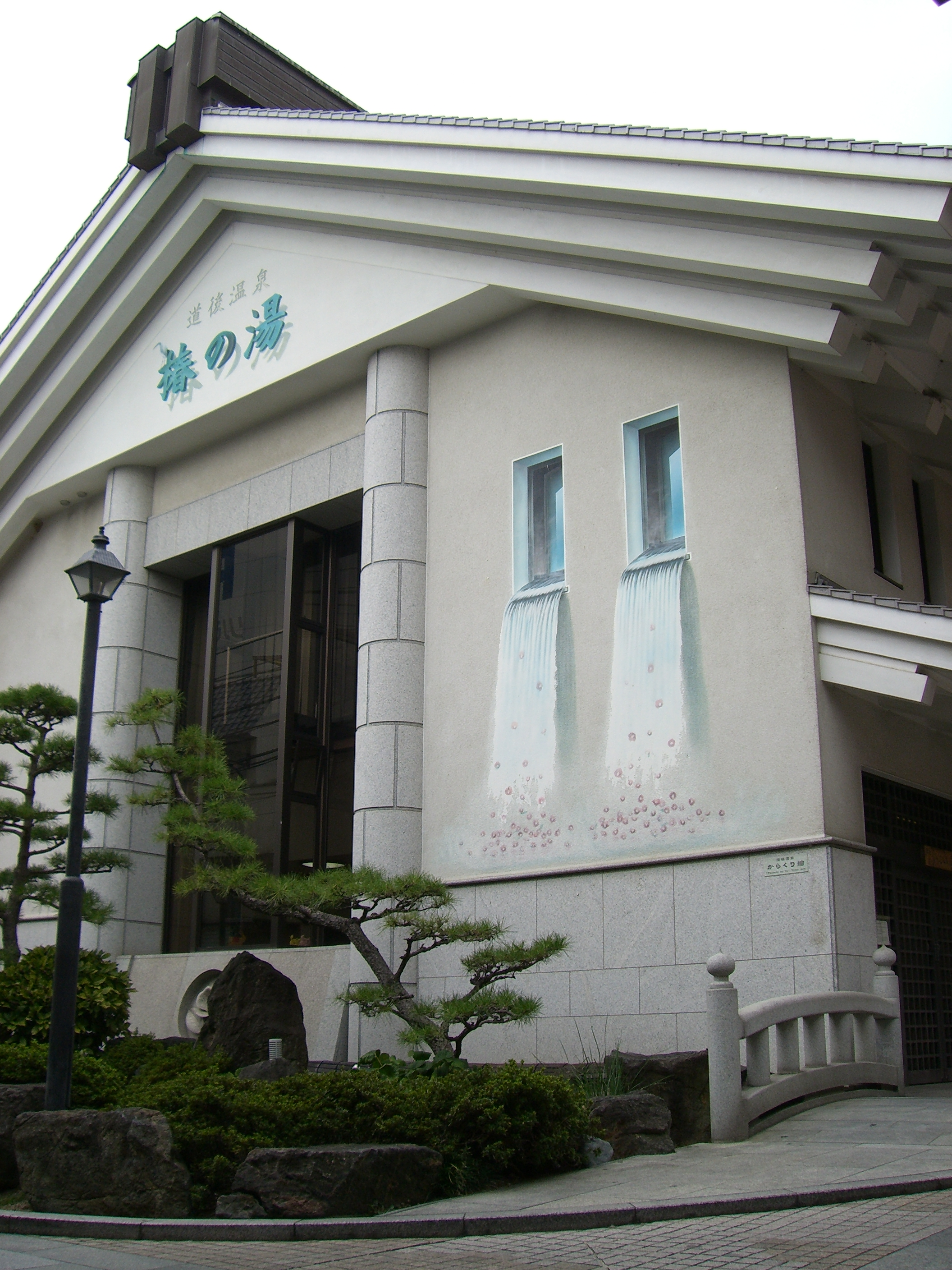
椿之湯

## 關連項目
- 溫泉番付、 日本溫泉列表、名湯百選
- 新日本観光地100選、新日本旅行地100選

## 外部連結
- 道後物語 - 道後溫泉旅館協同組合 （页面存档备份，存于）
- 松山市/道後溫泉事務所 （页面存档备份，存于）
- 松山歴史文化道

33°51′7″N 132°47′11″E / 33.85194°N 132.78639°E